# Polska Izba Druku
Polska Izba Druku - ogólnopolska organizacją samorządu gospodarczego zrzeszająca drukarzy - powstała 27 października 1992 roku.
Reprezentuje interesy gospodarcze podmiotów działających w sferze przemysłu poligraficznego na terenie całego kraju.

## Prezesi
- Robert Musiał